# Prêmio Saci
El Prêmio Saci fue un premio anual y de los más destacados del teatro y del cine brasileños. La premiación fue creada en 1951, por el periódico O Estado de S. Paulo. Durante las décadas de 1950 y 1960, fue el mayor premio del cine nacional;
Su estatuilla fue el Sací, figura del folclore brasileño, sugerida por un lector a través de un concurso abierto por el periódico. El trofeo fue esculpido por el artista plástico Victor Brecheret.

## Algunos premiados
- Inezita Barroso (1953 y 1955)
- Tônia Carrero
- Walmor Chagas (1956)
- Cyro Del Nero[3]
- Jorge Dória[4]
- Odete Lara (1957)
- Nydia Licia[5]
- Osvaldo Moles
- Mário Sérgio (1953)
- Ruth de Souza
- Eva Wilma[6]

## Fotografías

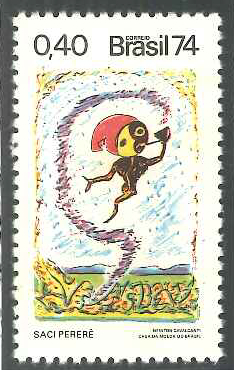
Un Saci Pererê en un sello postal de 1974.
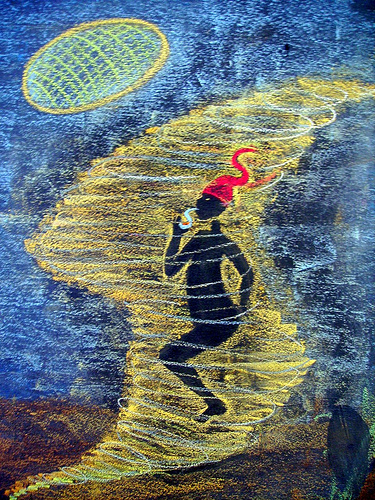
Un Saci Pererê, illustraciòn de J. Marconi, 2007.